# Geomyces vinaceus
Geomyces vinaceus är en svampart som beskrevs av Dal Vesco 1957. Geomyces vinaceus ingår i släktet Geomyces, klassen Leotiomycetes, divisionen sporsäcksvampar och riket svampar.   Inga underarter finns listade i Catalogue of Life.